# Ziff Davis
Ziff Davis, Inc. — американська медіакомпанія, заснована 1927 року Вільямом Бернардом Зіффом і Бернардом Джорджом Девісом. Компанія в основному володіє медіасайтами, орієнтованими на технології та здоров'я, послугами, пов'язаними з онлайн-покупками, послугами інтернет-зв'язку, ігровими та розважальними брендами, а також інструментами кібербезпеки та martech. Раніше компанія була переважно видавцем журналів.